# Chavin
Chavin és un municipi al departament de l'Indre i a la regió de Centre (França). L'any 2007 tenia 292 habitants.

## Demografia

### Població
El 2007 la població de fet de Chavin era de 292 persones. Hi havia 128 famílies, de les quals 36 eren unipersonals (12 homes vivint sols i 24 dones vivint soles), 40 parelles sense fills, 44 parelles amb fills i 8 famílies monoparentals amb fills.
La població ha evolucionat segons el següent gràfic:
Habitants censats

### Habitatges
El 2007 hi havia 186 habitatges, 130 eren l'habitatge principal de la família, 38 eren segones residències i 18 estaven desocupats. 185 eren cases i 1 era un apartament. Dels 130 habitatges principals, 116 estaven ocupats pels seus propietaris, 10 estaven llogats i ocupats pels llogaters i 4 estaven cedits a títol gratuït; 1 tenia una cambra, 9 en tenien dues, 30 en tenien tres, 31 en tenien quatre i 59 en tenien cinc o més. 105 habitatges disposaven pel capbaix d'una plaça de pàrquing. A 54 habitatges hi havia un automòbil i a 61 n'hi havia dos o més.

### Piràmide de població
La piràmide de població per edats i sexe el 2009 era:
| Homes | Edats   | Dones |
| ----- | ------- | ----- |
| 0     | 95 o +  | 0     |
| 0     | 90 a 94 | 4     |
| 0     | 85 a 89 | 4     |
| 0     | 80 a 84 | 4     |
| 0     | 75 a 79 | 8     |
| 28    | 70 a 74 | 0     |
| 4     | 65 a 69 | 28    |
| 12    | 60 a 64 | 4     |
| 4     | 55 a 59 | 12    |
| 8     | 50 a 54 | 16    |
| 0     | 45 a 49 | 0     |
| 8     | 40 a 44 | 12    |
| 16    | 35 a 39 | 4     |
| 12    | 30 a 34 | 16    |
| 4     | 25 a 29 | 8     |
| 4     | 20 a 24 | 0     |
| 8     | 15 a 19 | 4     |
| 12    | 10 a 14 | 0     |
| 16    | 5 a 9   | 12    |
| 12    | 0 a 4   | 8     |

## Economia
El 2007 la població en edat de treballar era de 178 persones, 118 eren actives i 60 eren inactives. De les 118 persones actives 113 estaven ocupades (67 homes i 46 dones) i 5 estaven aturades (4 homes i 1 dona). De les 60 persones inactives 27 estaven jubilades, 9 estaven estudiant i 24 estaven classificades com a «altres inactius».

### Ingressos
El 2009 a Chavin hi havia 129 unitats fiscals que integraven 294 persones, la mediana anual d'ingressos fiscals per persona era de 15.740 €.

### Activitats econòmiques
Dels 9 establiments que hi havia el 2007, 1 era d'una empresa alimentària, 1 d'una empresa de construcció, 1 d'una empresa de comerç i reparació d'automòbils, 2 d'empreses de transport, 1 d'una empresa d'hostatgeria i restauració, 1 d'una empresa immobiliària, 1 d'una entitat de l'administració pública i 1 d'una empresa classificada com a «altres activitats de serveis».
L'únic servei als particulars que hi havia el 2009 era un taller de reparació d'automòbils i de material agrícola.
L'únic establiment comercial que hi havia el 2009 era una fleca.
L'any 2000 a Chavin hi havia 20 explotacions agrícoles que ocupaven un total de 1.060 hectàrees.

## Equipaments sanitaris i escolars
El 2009 hi havia una escola elemental integrada dins d'un grup escolar amb les comunes properes formant una escola dispersa.

## Poblacions més properes
El següent diagrama mostra les poblacions més properes.